# Lisotrigona
Lisotrigona é um gênero de abelha sem ferrão que existe no sudeste da Ásia e no Sri Lanka. Existem por volta de 500 espécies de abelhas sem ferrão no mundo catalogadas em diversos gêneros diferentes. Muitas espécies ainda não foram descobertas e outras estão passando por revisões para reenquadrá-las como novas espécies ou pertencentes a outros gêneros.
Existem até o momento 6 espécies de Lisotrigona catalogadas, são elas:
| Gênero      | Espécie                | Nome popular (se tiver) |
| Lisotrigona | Lisotrigona cacciae    | Lisotrigona cacciae     |
| Lisotrigona | Lisotrigona carpenteri | Lisotrigona carpenteri  |
| Lisotrigona | Lisotrigona chandrai   | Lisotrigona chandrai    |
| Lisotrigona | Lisotrigona furva      | Lisotrigona furva       |
| Lisotrigona | Lisotrigona mohandasi  | Lisotrigona mohandasi   |
| Lisotrigona | Lisotrigona revanai    | Lisotrigona revanai     |